# Веремеєнко Людмила Георгіївна
Людмила Георгіївна Веремеєнко (? — ?) — українська радянська діячка, новатор виробництва, машиніст електровоза шахти міста Терни Дніпропетровської області. Депутат Верховної Ради УРСР 5-го скликання.

## Біографія
З 1950-х років — машиніст електровоза шахти міста Терни (тепер у складі Кривого Рогу) Дніпропетровської області.

## Нагороди
- ордени
- медалі
- почесна Грамота Президії Верховної Ради УРСР (7.03.1960)